# عبد الله الشامسي (رياضي)
عبد الله الشامسي (من مواليد 25 نوفمبر 1967م) هو مصارع سابق مثل اليمن الشمالي في دورة الألعاب الأولمبية الصيفية لعام 1988 في فئة المصارعة اليونانية الرومانية رجال 68 كجم. خسر أول مباراتين له وتم إقصاؤه. 